# Економска школа Пирот
Економска школа Пирот је средња школа са седиштем у Пироту.

## Историјат
На седници Савета за школство Народног одбора Среза Пирот 1956. године, је разматран предлог да се отвори у Пироту средња економска школа. Одлучено је да има потребе и услова за тако нешто па је Народни одбор Среза Пирот одобрио основање овакве школе. Како није било погодне зграде за смештај Школе, она је била привремено смештена у Учитељској школи те године а од 1957. године Школа ради у Гимназији. 
Школа је званично почела са радом 10. септембра 1956. године са седамдесет ученица у два одељења. За директора је постављен Љубомир Златковић. 
Усмерено образовање је довело до тога да Школа промени назив у: Радна организација усмереног образовања „Борис Кидрич" 1976. године. 
Школа је следеће школске године верификовала две струке: економско-комерцијалну и угоститељско-туристичку. 
1982. је Школа најзад добила своју зграду одмах поред Техничке школе.
Школске 1988/89. је укинуто усмерено образовање и стога је Школа добила нове образовне профиле: економски техничар, комерцијални техничар, техничар продаје, дактилограф, конобар, кувар. 
Решењем Окружног привредног суда у Нишу, од 24. септембра 1990. године, Школа добија назив Економска школа Пирот. 
Марта 1993. директорка постаје Надежда Ћирић. Те исте године је дошло до промене плана у упису ученика у први разред. Уместо четворогодишњих школа добија трогодишње образовне профиле: трговац, конобар и кувар. 
Маја 1994. године је донето решење о тој верификацији. 
1999. је прекинута настава услед НАТО агресије. 
До 2016. је Школа четири пута променила директоре: Мирољуб Цветковић, Видојко Цветковић, Снежана Стефановић и Марјан Ћирић који и данас врши ту дужност.

## Настава
Данас, Економска школа припрема кадар за рад из два подручја: 
- економија, право и администрација: финансијски администратор, комерцијалиста, економски техничар.
- трговина, угоститељство и туризам: кулинарски техничар, угоститељски техничар